# Срби криптохришћани
Нако османског освајање српских земаља крајем 14. вијека, почело је преобраћање православних Срба. Константин Михаиловић, османски јаничар српског поријекла, говорио је о Србима криптохришћанима у јаничарским редовима, који су преобаћени као дјечаци преко данка у крви. Први документовани доказ о криптохришћанству код Срба дошао од признања османског делије српског поријекла француском амбасадору на османском двору 1568. године. Он је признао да припада српском народу и вјери, да живи са Турцима и да се претвара (да је муслиман), али да је рођен, и да се у свом срцу осјећа, као хришћанин. Религијски синкретизам у српским породицама је забиљежен у османским документима. На османском попису 1848. године у Новом Пазару забиљежен је примјер да „један брат вјерује у Христа, а други у Мухамеда”, као и неколико оних којима је отац хришћанина а синови муслимани. У Рашкој области, чак и послије Првог свјетског рата, неке хришћанске удовице су се преудале муслиманима и тајно су остале хришћанке, док су биле „прве муслиманке” у друштву.
Антрополошке студије су потврдиле да су муслиманске породице слави крсну славу, док је код неких муслиманских породица у 19. и 20. вијеку забиљежено обиљежавање крсне слави и Божића.
Српска националистичка историографија је користила религијски синкретизам и криптохришћанство у Босни и Херцеговини као доказ српског поријекла Босанских муслимана.
У српском, и у осталим јужнословенским језици, користи се термин двовјерство.